# Фінал WTA 2014, одиночний розряд
Змагання в одиночному розряді тенісного турніру WTA фінал 2014 проходили в рамках Туру WTA 2014.
Серена Вільямс була чинною чемпіонкою, але не змогла захистити свій титул, оскільки у фіналі її перемогла Сімона Халеп з рахунком 6-3, 6-0.

## Сіяні гравчині
| 1. Серена Вільямс (переможниця) 2. Марія Шарапова (коловий турнір) 3. Петра Квітова (коловий турнір) 4. Сімона Халеп (фінал) | 1. Ежені Бушар (коловий турнір) 2. Агнешка Радванська (півфінал) 3. Ана Іванович (коловий турнір) 4. Каролін Возняцкі (півфінал) |

### Запасні
| 1. Анджелік Кербер (не грала) | 1. Катерина Макарова (не грала) |

## Основна сітка

### Легенда
| - Q = Кваліфаєр - WC = Вайлд-кард - LL = Щасливий лузер | - Alt = Заміна - SE = Виняток - PR = Захищений рейтинг | - w/o = Без гри - r = Зняття - d = Присуджено перемогу |

### Фінальна частина
|  | Півфінали | Півфінали        | Півфінали    | Півфінали | Півфінали |                    |   | Фінал          | Фінал | Фінал | Фінал | Фінал |
|  |           |                  |              |           |           |                    |   |                |       |       |       |       |
|  | 1         | Серена Вільямс   | 2            | 6         | 7         |                    |   |                |       |       |       |       |
|  | 8         | Каролін Возняцкі | 6            | 3         | 6         |                    |   |                |       |       |       |       |
|  | 8         | Каролін Возняцкі | 6            | 3         | 6         |                    | 1 | Серена Вільямс | 6     | 6     |       |       |
|  |           |                  |              |           |           |                    | 1 | Серена Вільямс | 6     | 6     |       |       |
|  |           | 4                | Сімона Халеп | 3         | 0         |                    |   |                |       |       |       |       |
|  | 6         | 4                | Сімона Халеп | 3         | 0         | Агнешка Радванська | 2 | 2              |       |       |       |       |
|  | 6         |                  |              |           |           | Агнешка Радванська | 2 | 2              |       |       |       |       |
|  | 4         | Сімона Халеп     | 6            | 6         |           |                    |   |                |       |       |       |       |

### Рожева група
|   |                | С Вільямс | С Халеп        | Е Бушар  | А Іванович     | Матчів В-П | Сетів В-П   | Геймів В-П    | Положення |
| 1 | Серена Вільямс |           | 0–6, 2–6       | 6–1, 6–1 | 6–4, 6–4       | 2–1        | 4–2 (66.7%) | 26–22 (54.2%) | 2         |
| 4 | Сімона Халеп   | 6–0, 6–2  |                | 6–2, 6–3 | 67–7, 6–3, 3–6 | 2–1        | 5–2 (71.4%) | 39–23 (62.9%) | 1         |
| 5 | Ежені Бушар    | 1–6, 1–6  | 2–6, 3–6       |          | 1–6, 3–6       | 0–3        | 0–6 (0.0%)  | 11–36 (23.4%) | 4         |
| 7 | Ана Іванович   | 4–6, 4–6  | 7–67, 3–6, 6–3 | 6–1, 6–3 |                | 2–1        | 4–3 (57.1%) | 36–31 (53.7%) | 3         |

За рівної кількості очок положення визначається: 1) Кількість перемог; 2) Кількість матчів; 3) Якщо двоє тенісисток після цього ділять місце, особисті зустрічі; 4) Якщо троє тенісисток після цього ділять місце, кількість виграних сетів, кількість виграних геймів; 5) Рішення організаційного комітету.

### Біла група
|   |                    | М Шарапова      | П Квітова | А Радванська   | К Возняцкі      | Матчів В-П | Сетів В-П   | Геймів В-П    | Положення |
| 2 | Марія Шарапова     |                 | 3–6, 2–6  | 7–5, 64–7, 6–2 | 64–7, 7–65, 2–6 | 1–2        | 3–5 (37.5%) | 39–45 (46.4%) | 3         |
| 3 | Петра Квітова      | 6–3, 6–2        |           | 2–6, 3–6       | 2–6, 3–6        | 1–2        | 2–4 (33.3%) | 22–29 (43.1%) | 4         |
| 6 | Агнешка Радванська | 5–7, 7–64, 2–6  | 6–2, 6–3  |                | 5–7, 3–6        | 1–2        | 3–4 (42.8%) | 34–37 (47.8%) | 2         |
| 8 | Каролін Возняцкі   | 7–64, 65–7, 6–2 | 6–2, 6–3  | 7–5, 6–3       |                 | 3–0        | 6–1 (85.7%) | 44–28 (61.1%) | 1         |

За рівної кількості очок положення визначається: 1) Кількість перемог; 2) Кількість матчів; 3) Якщо двоє тенісисток після цього ділять місце, особисті зустрічі; 4) Якщо троє тенісисток після цього ділять місце, кількість виграних сетів, кількість виграних геймів; 5) Рішення організаційного комітету.